# Rhadinaea myersi
Rhadinaea myersi — вид змій родини полозових (Colubridae). Ендемік Мексики.

## Поширення і екологія
Rhadinaea myersi відомі з типової місцевості, розташованої в горах Південної Сьєрра-Мадре в штаті Оахака, в районі Плума-Ідальго і Ла-Соледаду, на висоті 1524 м над рівнем моря. Вони живуть в гірських сосново-дубових лісах.